# Gautier de Coinci
Pour les articles homonymes, voir Gauthier et Coincy.

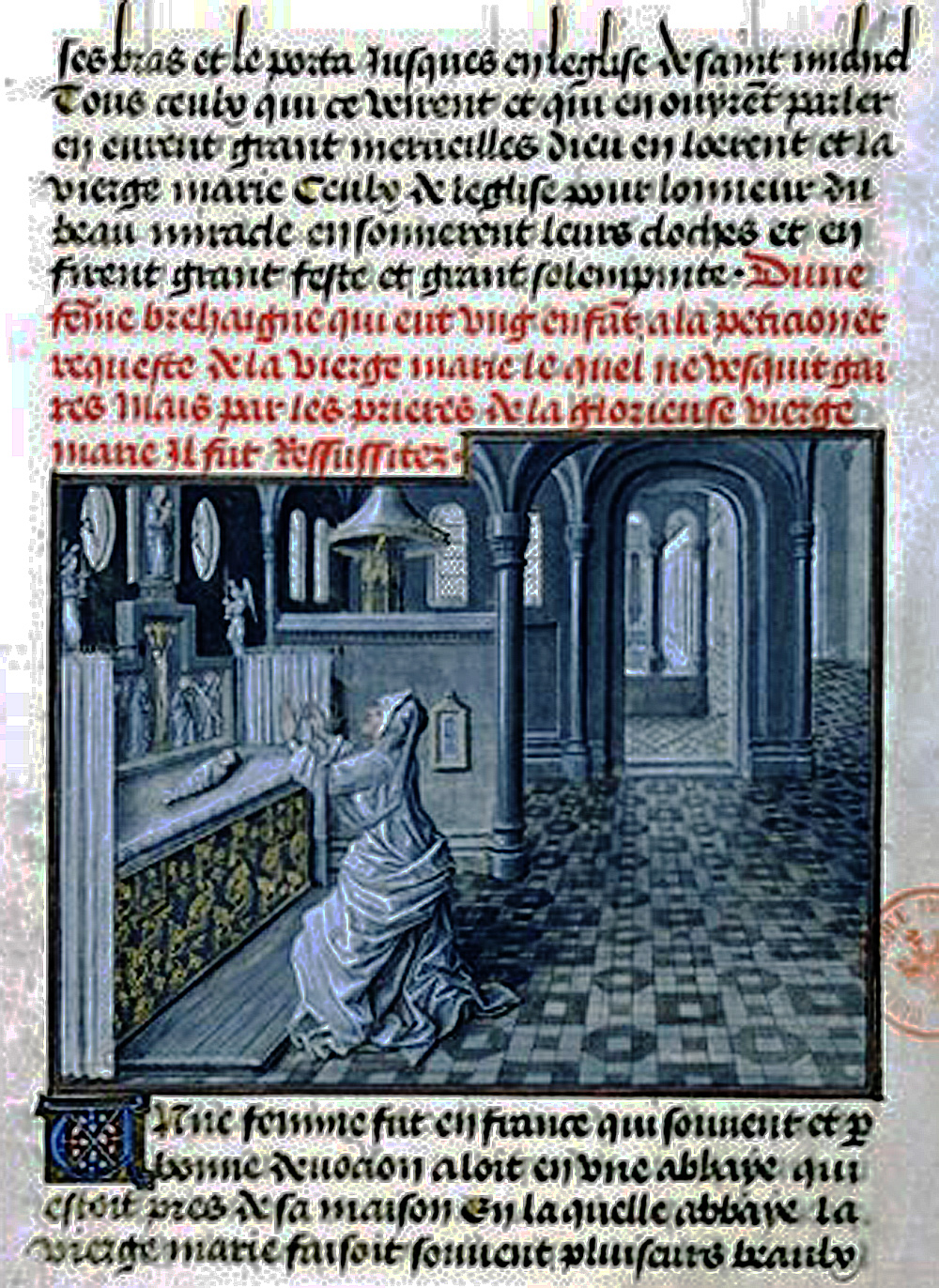
Les Miracles de Notre-Dame.

Gauthier de Coincy (ou Gautier de Coinci), né en 1177 à Coincy, près de Fère-en-Tardenois (Aisne), et mort le 25 septembre 1236 à Soissons (Aisne), est un moine bénédictin et trouvère français. C'est l'un des tout premiers et des plus grands poètes musiciens médiévaux de langue d'oïl. Auteur de chansons et de récits de miracles, les Miracles de Nostre Dame.
Il appartient à la grande génération des trouvères : Conon de Béthune, le Vidame de Chartres, Colin Muset.

## Biographie
Ordonné prêtre après des études dans une école monastique, complétées à Paris, il devient moine de Saint-Médard de Soissons en 1193, alors qu'il n'a que quinze ans.
En 1214, il est nommé prieur à Vic-sur-Aisne, où il remplace son oncle, Gobert de Coincy. C'est là qu'il commence en 1218 à écrire les Miracles de Nostre Dame. Pendant dix ans, il fait parvenir ses manuscrits à son ami Robert de Dives, prieur de Saint-Blaise de Noyon, qui les faisait recopier et enluminer.
En 1233, il devient prieur de Saint-Médard de Soissons. Il meurt en 1236, laissant une œuvre de 30 000 vers.

## Influences
Souvent inspirés de modèles latins, ces récits inspireront à leur tour nombre d'auteurs, dont ceux de miracles dramatiques, comme Rutebeuf avec Le Miracle de Théophile, ou ceux de chansons mariales, comme les Cantigas de Santa Maria, attribuées à Alphonse X le Sage (roi de Castille et de León au XIIIe siècle).

## Éditions modernes
- Les Miracles de Nostre Dame, édition préparée par Frédéric Kœnig, 4 volumes, Droz, Genève, 1966-1970
- Le Miracle de Théophile, ou comment Théophile vint à la pénitence, texte, traduction et notes par Annette Garnier, édition bilingue, Honoré Champion, Paris, 1998.
- Les miracles de la Sainte Vierge traduits et mis en vers par Gautier de Coincy, publiés par l'Abbé Poquet, Paris, 1857.
- Les Miracles de nostre Dame de Gautier de Coinci, d'après le manuscrit BNF Fr 986, édition Jean-Michel Berger, BoD, Paris, 2020;  (ISBN 9782322204878) consultable gratuitement et partiellement ici : Les Miracles de Nostre Dame
- Les Chansons à la Vierge, édition critique par Jacques Chailley, Heugel, Paris, 1959.
- La Vie de sainte Cristine, édition critique par Olivier Collet, Droz, Genève, 1999